# Acaena anserinifolia
Acaena anserinifolia is een plant uit de rozenfamilie (Rosaceae). De soort is endemisch in Nieuw-Zeeland en komt daar voor op het Noordereiland, Zuidereiland, Stewarteiland en de Chathameilanden. Hij groeit in bebost laagland tot in lager subalpien bos en in gebieden met struikgewas.  